# Toby Gad/Auszeichnungen für Musikverkäufe

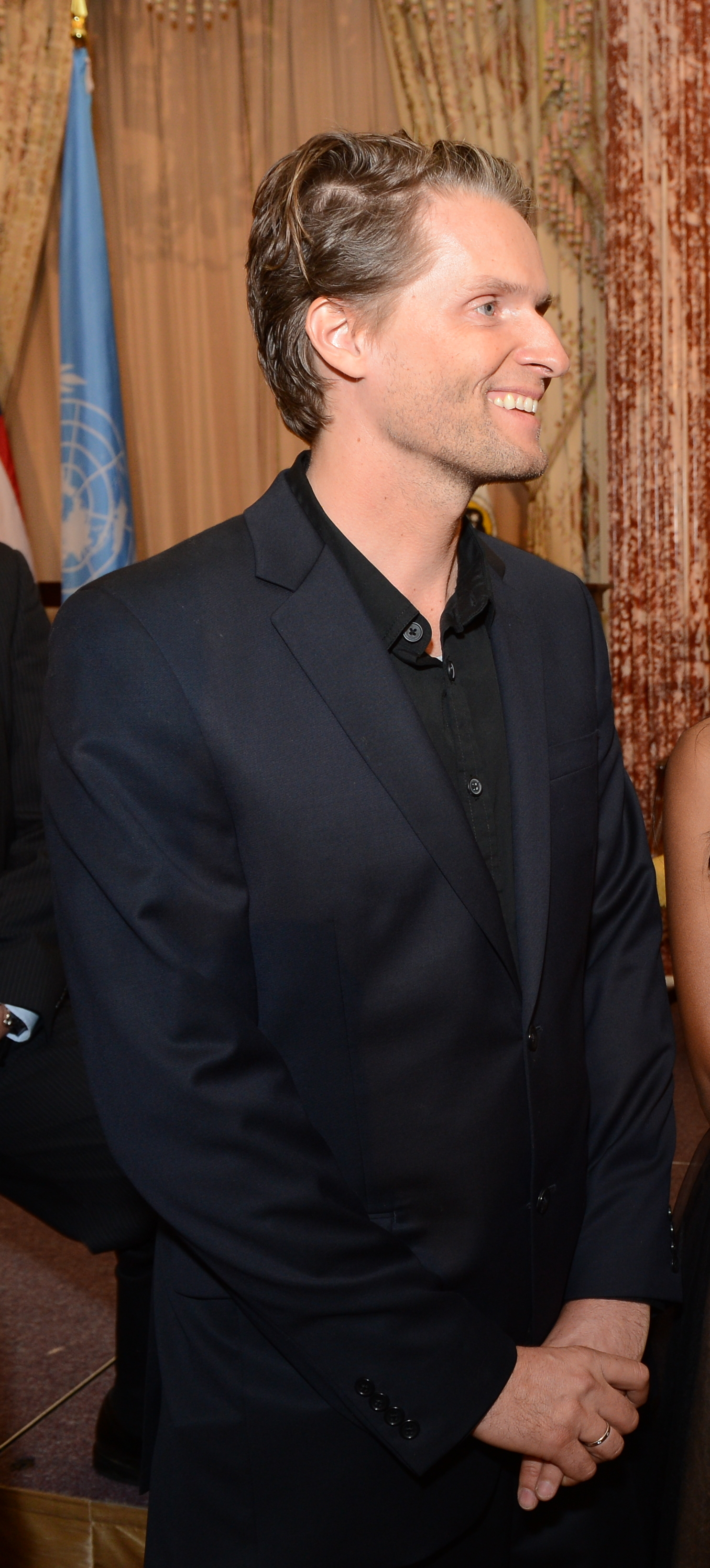
Toby Gad (2013)

Dies ist eine Übersicht über die Auszeichnungen für Musikverkäufe des deutschen Liedtexters und Musikproduzenten Toby Gad. Die Auszeichnungen finden sich nach ihrer Art (Gold, Platin usw.), nach Staaten getrennt in alphabetischer Reihenfolge, geordnet sowie nach den Tonträgern selbst in chronologischer Reihenfolge, getrennt nach Medium (Alben, Singles usw.), wieder.

## Auszeichnungen
| - Australien - 2008: für die Autorenbeteiligung/Produktion This Love (The Veronicas) - 2008: für die Autorenbeteiligung/Produktion Take Me on the Floor (The Veronicas) - 2011: für die Autorenbeteiligung/Produktion A Year Without Rain (Selena Gomez & the Scene) - 2012: für die Autorenbeteiligung/Produktion Lolita (The Veronicas) - Dänemark - 2014: für die Autorenbeteiligung All of Me (John Legend) - Deutschland - 2009: für die Autorenbeteiligung/Produktion If I Were a Boy (Beyoncé) - 2018: für die Autorenbeteiligung Big Girls Don’t Cry (Fergie) - Frankreich - 2014: für die Autorenbeteiligung All of Me (John Legend) - Italien - 2015: für die Autorenbeteiligung Living for Love (Madonna) - 2018: für die Autorenbeteiligung/Produktion If I Were a Boy (Beyoncé) - Kanada - 2009: für die Autorenbeteiligung/Produktion If I Were a Boy (Ringtone) (Beyoncé) - 2009: für die Autorenbeteiligung/Produktion If I Were a Boy (Video) (Beyoncé) - Kolumbien - 20??: für die Autorenbeteiligung/Produktion If I Were a Boy (Beyoncé) - Neuseeland - 2008: für die Autorenbeteiligung/Produktion Untouched (The Veronicas) - 2012: für die Autorenbeteiligung/Produktion Skyscraper (Demi Lovato) - Niederlande - 2001: für die Autorenbeteiligung Happy (Sita) - Japan - 2014: für die Autorenbeteiligung Big Girls Don’t Cry (Digital, Fergie) - Norwegen - 2007: für die Autorenbeteiligung Big Girls Don’t Cry (Fergie) - Österreich - 2014: für die Autorenbeteiligung All of Me (John Legend) - Polen - 2015: für die Autorenbeteiligung Bitch I’m Madonna (Madonna feat. Nicki Minaj) - Schweden - 2007: für die Autorenbeteiligung Big Girls Don’t Cry (Fergie) - 2009: für die Autorenbeteiligung/Produktion If I Were a Boy (Beyoncé) - 2011: für die Autorenbeteiligung/Produktion Who Are You (Jessie J) - Schweiz - 2014: für die Autorenbeteiligung Crossroads (Shem Thomas) - Vereinigte Staaten - 2009: für die Autorenbeteiligung/Produktion If I Were a Boy (Mastertone) (Beyoncé) - 2012: für die Autorenbeteiligung I Do (Colbie Caillat) - Vereinigtes Königreich - 2017: für die Autorenbeteiligung/Produktion Who Are You (Jessie J) - 2019: für die Autorenbeteiligung/Produktion Skyscraper (Demi Lovato) - 2020: für die Autorenbeteiligung/Produktion Untouched (The Veronicas) | - Australien - 2008: für die Autorenbeteiligung/Produktion Untouched (The Veronicas) - 2015: für die Autorenbeteiligung/Produktion Skyscraper (Demi Lovato) - Belgien - 2014: für die Autorenbeteiligung All of Me (John Legend) - Brasilien - 2009: für die Autorenbeteiligung Big Girls Don’t Cry (Fergie) - Dänemark - 2007: für die Autorenbeteiligung Big Girls Don’t Cry (Fergie) - 2009: für die Autorenbeteiligung/Produktion If I Were a Boy (Beyoncé) - Italien - 2014: für die Autorenbeteiligung Non passerai (Marco Mengoni) - Neuseeland - 2007: für die Autorenbeteiligung Big Girls Don’t Cry (Fergie) - 2009: für die Autorenbeteiligung/Produktion If I Were a Boy (Beyoncé) - Niederlande - 2001: für die Autorenbeteiligung Damn (I Think I Love You) (Starmaker) - 2014: für die Autorenbeteiligung All of Me (John Legend) - Norwegen - 2014: für die Autorenbeteiligung All of Me (John Legend) - Schweiz - 2010: für die Autorenbeteiligung/Produktion If I Were a Boy (Beyoncé) - Spanien - 2009: für die Autorenbeteiligung/Produktion If I Were a Boy (Beyoncé) - Vereinigte Staaten - 2007: für die Autorenbeteiligung Big Girls Don’t Cry (Mastertone) (Fergie) - 2009: für die Autorenbeteiligung/Produktion Untouched (The Veronicas) - 2012: für die Autorenbeteiligung/Produktion Skyscraper (Demi Lovato) - Vereinigtes Königreich - 2018: für die Autorenbeteiligung Big Girls Don’t Cry (Fergie) - 2018: für die Autorenbeteiligung Don’t Hold Your Breath (Nicole Scherzinger) - Australien - 2015: für die Autorenbeteiligung Don’t Hold Your Breath (Nicole Scherzinger) - Kanada - 2009: für die Autorenbeteiligung/Produktion If I Were a Boy (Beyoncé) - Niederlande - 2017: für die Autorenbeteiligung/Produktion Sunny Days (Armin van Buuren feat. Josh Cumbee) - Schweiz - 2014: für die Autorenbeteiligung All of Me (John Legend) - Spanien - 2014: für die Autorenbeteiligung All of Me (Streaming) (John Legend) - Vereinigte Staaten - 2009: für die Autorenbeteiligung/Produktion If I Were a Boy (Beyoncé) - 2013: für die Autorenbeteiligung/Produktion A Year Without Rain (Selena Gomez & the Scene) - Vereinigtes Königreich - 2019: für die Autorenbeteiligung/Produktion If I Were a Boy (Beyoncé) | - Mexiko - 2021: für die Autorenbeteiligung All of Me (John Legend) - Australien - 2013: für die Autorenbeteiligung/Produktion If I Were a Boy (Beyoncé) - Neuseeland - 2015: für die Autorenbeteiligung All of Me (John Legend) - Portugal - 2021: für die Autorenbeteiligung All of Me (John Legend) - Spanien - 2014: für die Autorenbeteiligung All of Me (John Legend) - Dänemark - 2014: für die Autorenbeteiligung All of Me (Streaming) (John Legend) - Vereinigte Staaten - 2016: für die Autorenbeteiligung Big Girls Don’t Cry (Fergie) - Australien - 2014: für die Autorenbeteiligung Big Girls Don’t Cry (Fergie) - Kanada - 2014: für die Autorenbeteiligung All of Me (John Legend) - Vereinigtes Königreich - 2020: für die Autorenbeteiligung All of Me (John Legend) - Italien - 2019: für die Autorenbeteiligung All of Me (John Legend) - Schweden - 2016: für die Autorenbeteiligung All of Me (John Legend) - Vereinigte Staaten - 2020: für die Autorenbeteiligung All of Me (John Legend) - Australien - 2021: für die Autorenbeteiligung All of Me (John Legend) - Deutschland - 2024: für die Autorenbeteiligung All of Me (John Legend) - Mexiko - 2020: für die Autorenbeteiligung All of Me (John Legend) |

## Auszeichnungen nach Autorenbeteiligungen und Produktionen

### Damn (I Think I Love You) (Starmaker)
| Land/Region        | Auszeichnungen für Musikverkäufe (Land/Region, Auszeichnung, Verkäufe) | Verkäufe |
| ------------------ | ---------------------------------------------------------------------- | -------- |
| Niederlande (NVPI) | Platin                                                                 | 80.000   |
| Insgesamt          | 1× Platin ·                                                            | 80.000   |

### Happy (Sita)
| Land/Region        | Auszeichnungen für Musikverkäufe (Land/Region, Auszeichnung, Verkäufe) | Verkäufe |
| ------------------ | ---------------------------------------------------------------------- | -------- |
| Niederlande (NVPI) | Gold                                                                   | 40.000   |
| Insgesamt          | 1× Gold ·                                                              | 40.000   |

### Big Girls Don’t Cry(Fergie)
| Land/Region                  | Auszeichnungen für Musikverkäufe (Land/Region, Auszeichnung, Verkäufe) | Verkäufe  |
| ---------------------------- | ---------------------------------------------------------------------- | --------- |
| Australien (ARIA)            | 5× Platin                                                              | 350.000   |
| Brasilien (PMB)              | Platin                                                                 | 100.000   |
| Dänemark (IFPI)              | Platin                                                                 | 15.000    |
| Deutschland (BVMI)           | Gold                                                                   | 150.000   |
| Japan (RIAJ)                 | Gold                                                                   | 100.000   |
| Neuseeland (RMNZ)            | Platin                                                                 | 15.000    |
| Norwegen (IFPI)              | Gold                                                                   | 5.000     |
| Schweden (IFPI)              | Gold                                                                   | 10.000    |
| Vereinigte Staaten (RIAA)    | 4× Platin (Single) · + Platin (Mastertone)                             | 5.000.000 |
| Vereinigtes Königreich (BPI) | Platin                                                                 | 600.000   |
| Insgesamt                    | 4× Gold · 14× Platin ·                                                 | 6.345.000 |

### Untouched (The Veronicas)
| Land/Region                  | Auszeichnungen für Musikverkäufe (Land/Region, Auszeichnung, Verkäufe) | Verkäufe  |
| ---------------------------- | ---------------------------------------------------------------------- | --------- |
| Australien (ARIA)            | Platin                                                                 | 70.000    |
| Neuseeland (RMNZ)            | Gold                                                                   | 7.500     |
| Vereinigte Staaten (RIAA)    | Platin                                                                 | 1.000.000 |
| Vereinigtes Königreich (BPI) | Gold                                                                   | 400.000   |
| Insgesamt                    | 2× Gold · 2× Platin ·                                                  | 1.477.500 |

### This Love (The Veronicas)
| Land/Region       | Auszeichnungen für Musikverkäufe (Land/Region, Auszeichnung, Verkäufe) | Verkäufe |
| ----------------- | ---------------------------------------------------------------------- | -------- |
| Australien (ARIA) | Gold                                                                   | 35.000   |
| Insgesamt         | 1× Gold ·                                                              | 35.000   |

### Take Me on the Floor (The Veronicas)
| Land/Region       | Auszeichnungen für Musikverkäufe (Land/Region, Auszeichnung, Verkäufe) | Verkäufe |
| ----------------- | ---------------------------------------------------------------------- | -------- |
| Australien (ARIA) | Gold                                                                   | 35.000   |
| Insgesamt         | 1× Gold ·                                                              | 35.000   |

### If I Were a Boy(Beyoncé)
| Land/Region                  | Auszeichnungen für Musikverkäufe (Land/Region, Auszeichnung, Verkäufe) | Verkäufe  |
| ---------------------------- | ---------------------------------------------------------------------- | --------- |
| Australien (ARIA)            | 3× Platin                                                              | 210.000   |
| Dänemark (IFPI)              | Platin                                                                 | 30.000    |
| Deutschland (BVMI)           | Gold                                                                   | 150.000   |
| Italien (FIMI)               | Gold                                                                   | 10.000    |
| Kanada (MC)                  | 2× Platin (Single) · + Gold (Ringtone) · + Gold (Video)                | 105.000   |
| Kolumbien (ASINCOL)          | Gold                                                                   | 5.000     |
| Neuseeland (RMNZ)            | Platin                                                                 | 15.000    |
| Schweden (IFPI)              | Gold                                                                   | 10.000    |
| Schweiz (IFPI)               | Platin                                                                 | 30.000    |
| Spanien (Promusicae)         | Platin                                                                 | 40.000    |
| Vereinigte Staaten (RIAA)    | Gold (Mastertone) · + 2× Platin                                        | 3.262.000 |
| Vereinigtes Königreich (BPI) | 2× Platin                                                              | 1.200.000 |
| Insgesamt                    | 7× Gold · 13× Platin ·                                                 | 5.067.000 |

### A Year Without Rain (Selena Gomez & the Scene)
| Land/Region               | Auszeichnungen für Musikverkäufe (Land/Region, Auszeichnung, Verkäufe) | Verkäufe  |
| ------------------------- | ---------------------------------------------------------------------- | --------- |
| Australien (ARIA)         | Gold                                                                   | 35.000    |
| Vereinigte Staaten (RIAA) | 2× Platin                                                              | 2.000.000 |
| Insgesamt                 | 1× Gold · 2× Platin ·                                                  | 2.035.000 |

### I Do(Colbie Caillat)
| Land/Region               | Auszeichnungen für Musikverkäufe (Land/Region, Auszeichnung, Verkäufe) | Verkäufe |
| ------------------------- | ---------------------------------------------------------------------- | -------- |
| Vereinigte Staaten (RIAA) | Gold                                                                   | 500.000  |
| Insgesamt                 | 1× Gold ·                                                              | 500.000  |

### Don’t Hold Your Breath (Nicole Scherzinger)
| Land/Region                  | Auszeichnungen für Musikverkäufe (Land/Region, Auszeichnung, Verkäufe) | Verkäufe |
| ---------------------------- | ---------------------------------------------------------------------- | -------- |
| Australien (ARIA)            | 2× Platin                                                              | 140.000  |
| Vereinigtes Königreich (BPI) | Platin                                                                 | 600.000  |
| Insgesamt                    | 3× Platin ·                                                            | 740.000  |

### Who You Are (Jessie J)
| Land/Region                  | Auszeichnungen für Musikverkäufe (Land/Region, Auszeichnung, Verkäufe) | Verkäufe |
| ---------------------------- | ---------------------------------------------------------------------- | -------- |
| Schweden (IFPI)              | Gold                                                                   | 20.000   |
| Vereinigtes Königreich (BPI) | Gold                                                                   | 400.000  |
| Insgesamt                    | 2× Gold ·                                                              | 420.000  |

### Skyscraper(Demi Lovato)
| Land/Region                  | Auszeichnungen für Musikverkäufe (Land/Region, Auszeichnung, Verkäufe) | Verkäufe  |
| ---------------------------- | ---------------------------------------------------------------------- | --------- |
| Australien (ARIA)            | Platin                                                                 | 70.000    |
| Neuseeland (RMNZ)            | Gold                                                                   | 7.500     |
| Vereinigte Staaten (RIAA)    | Platin                                                                 | 1.600.000 |
| Vereinigtes Königreich (BPI) | Gold                                                                   | 464.000   |
| Insgesamt                    | 2× Gold · 2× Platin ·                                                  | 2.141.500 |

### Lolita (The Veronicas)
| Land/Region       | Auszeichnungen für Musikverkäufe (Land/Region, Auszeichnung, Verkäufe) | Verkäufe |
| ----------------- | ---------------------------------------------------------------------- | -------- |
| Australien (ARIA) | Gold                                                                   | 35.000   |
| Insgesamt         | 1× Gold ·                                                              | 35.000   |

### Non passerai (Marco Mengoni)
| Land/Region    | Auszeichnungen für Musikverkäufe (Land/Region, Auszeichnung, Verkäufe) | Verkäufe |
| -------------- | ---------------------------------------------------------------------- | -------- |
| Italien (FIMI) | Platin                                                                 | 30.000   |
| Insgesamt      | 1× Platin ·                                                            | 30.000   |

### All of Me (John Legend)
| Land/Region                  | Auszeichnungen für Musikverkäufe (Land/Region, Auszeichnung, Verkäufe) | Verkäufe   |
| ---------------------------- | ---------------------------------------------------------------------- | ---------- |
| Australien (ARIA)            | 15× Platin                                                             | 1.050.000  |
| Belgien (BRMA)               | Platin                                                                 | 30.000     |
| Dänemark (IFPI)              | Gold                                                                   | 30.000     |
| Deutschland (BVMI)           | Diamant                                                                | 1.500.000  |
| Frankreich (SNEP)            | Gold                                                                   | 75.000     |
| Italien (FIMI)               | 8× Platin                                                              | 400.000    |
| Kanada (MC)                  | 5× Platin                                                              | 400.000    |
| Mexiko (AMPROFON)            | Diamant · + 5× Gold                                                    | 450.000    |
| Neuseeland (RMNZ)            | 3× Platin                                                              | 45.000     |
| Niederlande (NVPI)           | Platin                                                                 | 30.000     |
| Norwegen (IFPI)              | Platin                                                                 | 10.000     |
| Österreich (IFPI)            | Gold                                                                   | 15.000     |
| Portugal (AFP)               | 3× Platin                                                              | 30.000     |
| Schweden (IFPI)              | 11× Platin                                                             | 440.000    |
| Schweiz (IFPI)               | 2× Platin                                                              | 60.000     |
| Spanien (Promusicae)         | 3× Platin                                                              | 120.000    |
| Vereinigte Staaten (RIAA)    | 13× Platin                                                             | 4.670.000  |
| Vereinigtes Königreich (BPI) | 5× Platin                                                              | 1.290.000  |
| Insgesamt                    | 4× Gold · 63× Platin · 3× Diamant ·                                    | 10.945.000 |

### Crossroads (Shem Thomas)
| Land/Region    | Auszeichnungen für Musikverkäufe (Land/Region, Auszeichnung, Verkäufe) | Verkäufe |
| -------------- | ---------------------------------------------------------------------- | -------- |
| Schweiz (IFPI) | Gold                                                                   | 15.000   |
| Insgesamt      | 1× Gold ·                                                              | 15.000   |

### Living for Love (Madonna)
| Land/Region    | Auszeichnungen für Musikverkäufe (Land/Region, Auszeichnung, Verkäufe) | Verkäufe |
| -------------- | ---------------------------------------------------------------------- | -------- |
| Italien (FIMI) | Gold                                                                   | 25.000   |
| Insgesamt      | 1× Gold ·                                                              | 25.000   |

### Bitch I’m Madonna (Madonna feat.Nicki Minaj)
| Land/Region  | Auszeichnungen für Musikverkäufe (Land/Region, Auszeichnung, Verkäufe) | Verkäufe |
| ------------ | ---------------------------------------------------------------------- | -------- |
| Polen (ZPAV) | Gold                                                                   | 10.000   |
| Insgesamt    | 1× Gold ·                                                              | 10.000   |

### Love Song to the Earth(Friends of the Earth)
| Land/Region               | Auszeichnungen für Musikverkäufe (Land/Region, Auszeichnung, Verkäufe) | Verkäufe |
| ------------------------- | ---------------------------------------------------------------------- | -------- |
| Vereinigte Staaten (RIAA) | —                                                                      | 11.000   |
| Insgesamt                 | —                                                                      | 11.000   |

### Sunny Days (Armin van Buurenfeat.Josh Cumbee)
| Land/Region        | Auszeichnungen für Musikverkäufe (Land/Region, Auszeichnung, Verkäufe) | Verkäufe |
| ------------------ | ---------------------------------------------------------------------- | -------- |
| Niederlande (NVPI) | 2× Platin                                                              | 80.000   |
| Insgesamt          | 2× Platin ·                                                            | 80.000   |

## Auszeichnungen nach Musikstreamings

### All of Me (John Legend)
| Land/Region          | Auszeichnungen für Musikverkäufe (Land/Region, Auszeichnung, Verkäufe) | Verkäufe   |
| -------------------- | ---------------------------------------------------------------------- | ---------- |
| Dänemark (IFPI)      | 4× Platin                                                              | 10.400.000 |
| Spanien (Promusicae) | 2× Platin                                                              | 20.000.000 |
| Insgesamt            | 6× Platin ·                                                            | 30.400.000 |

## Statistik und Quellen
| Land/RegionAuszeichnungen für Musikverkäufe (Land/Region, Auszeichnungen, Verkäufe, Quellen) | Gold       | Platin         | Diamant     | Verkäufe   | Quellen                   |
| -------------------------------------------------------------------------------------------- | ---------- | -------------- | ----------- | ---------- | ------------------------- |
| Australien (ARIA)                                                                            | 4× Gold4   | 27× Platin27   | —           | 2.030.000  | aria.com.au               |
| Belgien (BRMA)                                                                               | —          | Platin1        | —           | 30.000     | ultratop.be               |
| Brasilien (PMB)                                                                              | —          | Platin1        | —           | 100.000    | pro-musicabr.org.br       |
| Dänemark (IFPI)                                                                              | Gold1      | 2× Platin2     | —           | 75.000     | ifpi.dk                   |
| Deutschland (BVMI)                                                                           | 2× Gold2   | —              | Diamant1    | 1.800.000  | musikindustrie.de         |
| Frankreich (SNEP)                                                                            | Gold1      | —              | —           | 75.000     | snepmusique.com           |
| Italien (FIMI)                                                                               | 2× Gold2   | 9× Platin9     | —           | 465.000    | fimi.it                   |
| Japan (RIAJ)                                                                                 | Gold1      | —              | —           | 100.000    | riaj.or.jp                |
| Kanada (MC)                                                                                  | 2× Gold2   | 7× Platin7     | —           | 505.000    | musiccanada.com           |
| Kolumbien (ASINCOL)                                                                          | Gold1      | —              | —           | 5.000      | MusicRecord Columbia      |
| Mexiko (AMPROFON)                                                                            | Gold1      | 2× Platin2     | Diamant1    | 450.000    | amprofon.com.mx           |
| Neuseeland (RMNZ)                                                                            | 2× Gold2   | 5× Platin5     | —           | 90.000     | aotearoamusiccharts.co.nz |
| Niederlande (NVPI)                                                                           | Gold1      | 4× Platin4     | —           | 230.000    | nvpi.nl                   |
| Norwegen (IFPI)                                                                              | Gold1      | Platin1        | —           | 15.000     | ifpi.no                   |
| Österreich (IFPI)                                                                            | Gold1      | —              | —           | 15.000     | ifpi.at                   |
| Polen (ZPAV)                                                                                 | Gold1      | —              | —           | 10.000     | olis.pl                   |
| Portugal (AFP)                                                                               | —          | 3× Platin3     | —           | 30.000     | Einzelnachweise           |
| Schweden (IFPI)                                                                              | 3× Gold3   | 11× Platin11   | —           | 480.000    | sverigetopplistan.se      |
| Schweiz (IFPI)                                                                               | Gold1      | 3× Platin3     | —           | 105.000    | hitparade.ch              |
| Spanien (Promusicae)                                                                         | —          | 4× Platin4     | —           | 160.000    | elportaldemusica.es       |
| Vereinigte Staaten (RIAA)                                                                    | 2× Gold2   | 14× Platin14   | Diamant1    | 18.043.000 | riaa.com                  |
| Vereinigtes Königreich (BPI)                                                                 | 4× Gold4   | 9× Platin9     | —           | 4.954.000  | bpi.co.uk                 |
| Insgesamt                                                                                    | 31× Gold31 | 103× Platin103 | 3× Diamant3 |            |                           |